# Somnoroasă

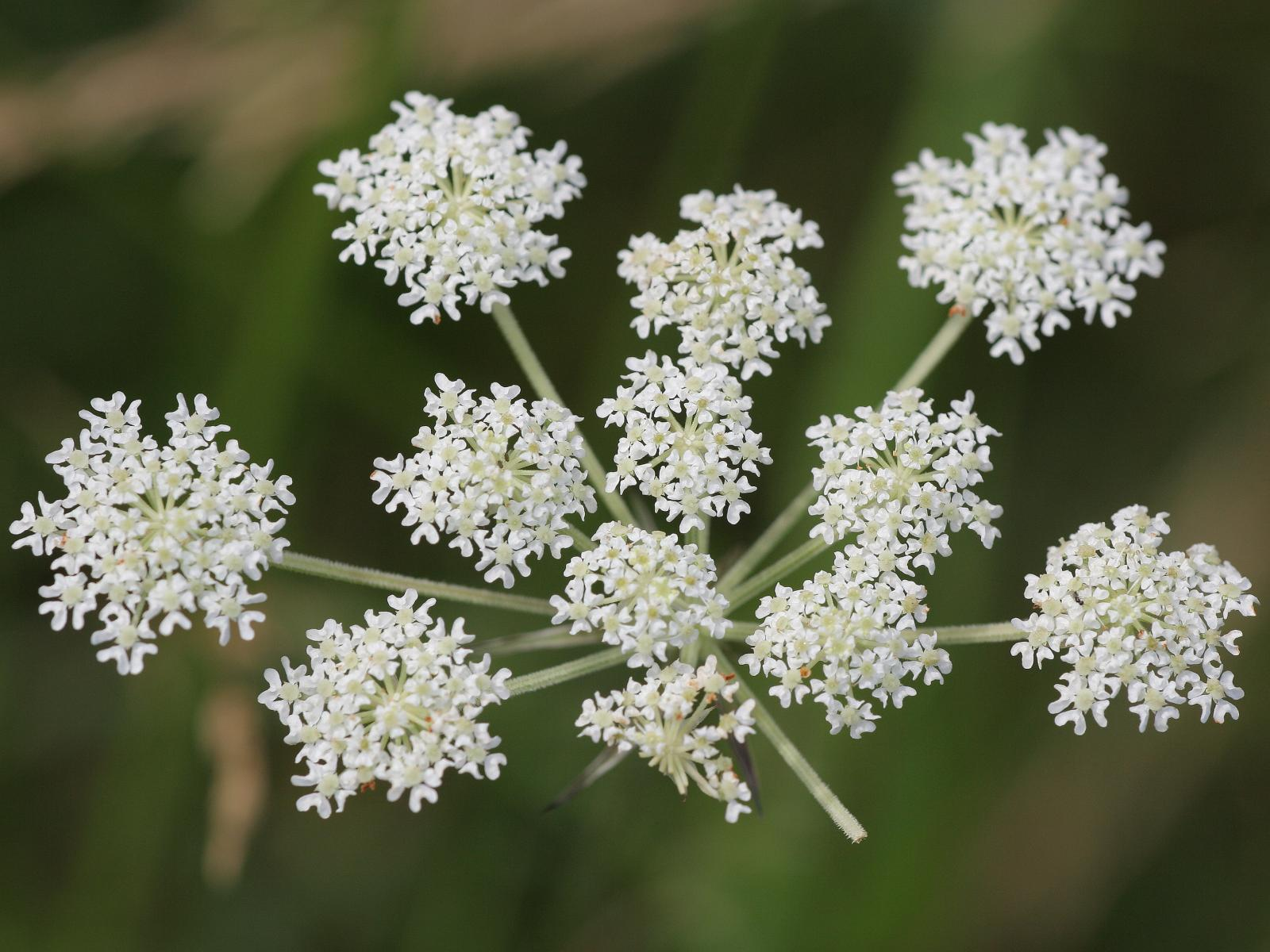
inflorescența

Somnoroasa (Laserpitium prutenicum) L. este o specie aparținând familiei Apiaceae. 

## Descriere
Diferă de Laserpitium latifolium prin faptul că umbele principale au numeroase bractee cu margini cu peri (bractee cu margini fără peri în Laserpitium latifolium). Planta este bienală, are peri, crește până la 1 metru, are o tulpină subțire și unghiulară, rămuroasă până la vârf. Frunze au mai puțin de 2-3 pene, cu lobi lanceolați sau zimțați și eliptici, așezate de-a lungul pețiolului scurt, cu peri duri dedesubtul lor. Florile sunt de culoare albă sau galbenă, de obicei cu 10-20 de umbele principale; numeroase bractee și bracteole liniar-lanceolate și membranoase. Fructul este mare și elipsoidal, cu șiruri de peri duri. Înflorește primăvara târziu și vara. 

## Distribuție și habitat
Toată Europa, cu excepția Albaniei, Belgiei, Marii Britanii, Danemarcei, Finlandei, Greciei, Irlandei, Olandei, Islandei, Norvegiei, Suediei și Turciei. Trăiește în locuri ierboase și în păduri.

## Taxonomie
Citologie

Numărul de cromozomi ai Laserpitium prutenicum (Fam. Apiaceae) și taxoni infra-specifici: n = 11
Sinonime

- Lacellia prutenica Bubani [3]

## Denumire comună
- Română: somnoroasă.[4]